# IGAFA
O Instituto Galego de Formação em Aquicultura (IGaFA, Igafa ou IGAFA) é um organismo educativo dependente da Direcção Geral de Inovação e Desenvolvimento, da Conselheria da Pesca e Assuntos Marítimos do Governo Galego (Xunta da Galiza), co-financiado pelo Fundo Social Europeu , onde são realizados cursos para a obtenção dos certificados de marisqueiro, aquicultor e especialista em culturas marinhas . Além disso realiza trabalhos de pesquisa em cultivos experimentais em colaboração com o Aquarium Finisterrae da Corunha e o Aquário do Grove, e de trabalhos de conservação da fauna em colaboração com o CEMMA. O centro está localizado no município da Ilha de Arousa.

## História
As primeiras tentativas de fundar um centro de "Piscicultura" na Ria de Arousa devem-se a Antón Vila Nadal, no final do século XIX, quando propôs a criação de uma única Estação Biológica Galega, localizada no Carril, Vila Garcia. No folheto Objeto y descripción del Acuario Ambulante de la Estación Zoológica de Barcelona y Escuela de Piscicultura de Arosa (1892)  ele explica os detalhes e expõe suas ideias sobre a Estação. Em 1900 foi lançada a primeira pedra da Estação no Carril. Sob os auspícios da reforma do Museu de Ciências Naturais, pretendia-se criar o estabelecimento, dependente da Universidade de Santiago de Compostela (USC) e a cargo do professor de História Natural. No entanto, só em 1952 foi criado o Instituto de Investigacións Marinhas em Vigo.
Muito mais tarde, foram criados órgãos públicos como o Centro de Controle do Meio Ambiente Marinho (CCMM), CIMA e INTECMAR.
Na segunda metade da década de 80, durante a presidência da Xunta de Fernando González Laxe, foi licitado o IGAFA, cuja principal arquiteta foi Pascuala Campos de Michelena, e outros colaboraram como Rodríguez Abilieira e Teresa Táboas. Formalmente, procuravam uma continuidade com o grande número de fábricas de conservas da ilha, sendo que o Museu do Mar da Galiza, desenhado em Vigo por César Portela, guarda semelhanças com o edifício da IGAFA. Foi inaugurado em 1992, sob a presidência de Fraga Iribarne.
Desde 2005, o IGaFA é o Centro Nacional de Formação Profissional Profissional na Área de Formação em Aquacultura e o Mergulho para o conjunto do estado espanhol, e tem a certificação ISO 9001:2000 pelo Sistema de Gestão da Qualidade.

## Oferta de treinamento

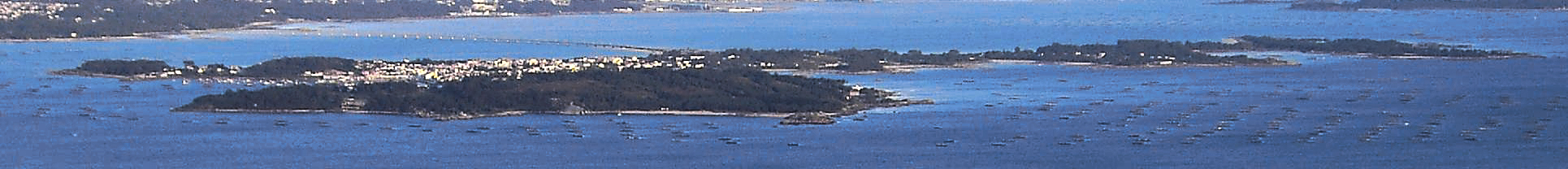
O IGaFA está na parte noroeste da ilha

Os cursos de formação profissional em aquicultura foram inicialmente realizados no centro até 1994.
No centro é possível fazer cursos de mergulho e aquicultura.
Faz parte da organização Erasmus +.
A oferta de cursos não regulamentados inclui os de marisqueira e mergulho profissional, desde 1999, sendo o único centro da Galiza que oferece esta formação.
A oferta de cursos de formação regulamentados desde 1994 são os Ciclos Específicos de formação profissional:
- Técnico de Operações de Cultivo de Aquicultura (Intermediário)
- Técnico Superior em Produção Aquícola" (Grau Superior)
- No ano 2000, teve início o ensino do ciclo intermediário de aquicultura adulta (ou Modular) e o Programa de Garantia Social “Aquicultura Trabalhador”.
- Em 2001, foi implementado o ciclo intermediário "Técnico de Mergulho em Profundidade Média".
- No ano lectivo 2003-2004, foi leccionado o "Mestrado em Inovação, Tecnologia de Produção e Gestão da Aquicultura" (MITGA).
- Técnico em operações subaquáticas e hiperbáricas.

## Instalações

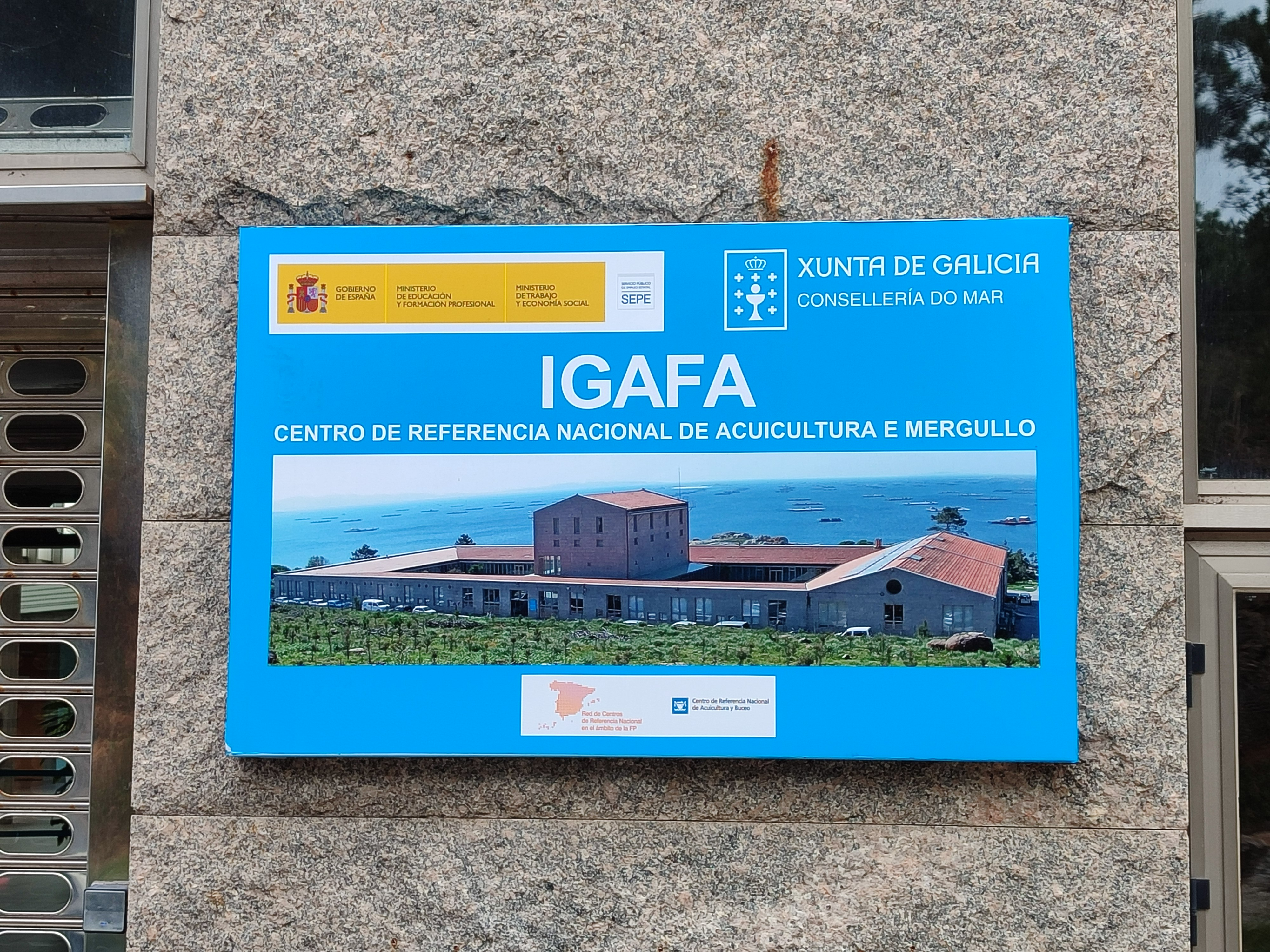
Placa na fachada, com fotografia das instalações

O centro possui instalações comuns para o ensino de aquicultura e mergulho, com 11 salas para aulas teóricas, biblioteca, auditório, laboratórios de ciências e biologia, sala de audiovisual e sala de informática.
Para o ensino específico da aquicultura dispõe de instalações de cultivo de 1.175 m 2 com as secções necessárias para o acondicionamento dos reprodutores, incubação, larvicultura, alimentação larval (fitoplâncton e zooplâncton) e pré-engorda de espécies cultivadas, nas áreas de culturas agrícolas, piscicultura, conquicultura e conquicultura.
Além disso, possui quatro laboratórios equipados com material óptico para a prática dos ciclos de aquicultura, além de uma oficina sobre instalações de cultura marinha.
Dispõe ainda de uma "batea" (estrutura flotante de madeira para a para o cultivo de moluscos), dous lugares para engorda de peixes e crustáceos e um parque inter-marés fornecido pelo Grêmio de Pescadores da Ilha de Arousa.
No recinto exterior estão localizadas duas mini-fazendas de moluscos, uma estufa para piscicultura continental e instalações do "Plano de Repovoamento de Espécies Marinhas da Costa Galega ".
Para aulas de mergulho profissional, dispõe de salas equipadas, piscina interior, piscina exterior, câmara hiperbárica, posto de carregamento de gases, sala de aquariologia, oficina de soldadura, oficina de mecânica e vários barcos para a prática docente.